# Light Grenades
Light Grenades è il sesto album del gruppo alternative rock statunitense Incubus, pubblicato nel 2006.

## Tracce
1. Quicksand – 2:14
2. A Kiss To Send Us Off – 4:16
3. Dig – 4:17
4. Anna Molly – 3:46
5. Love Hurts – 3:57
6. Light Grenades – 2:20
7. Earth To Bella (Part 1) – 2:28
8. Oil And Water – 3:49
9. Diamonds And Coal – 3:46
10. Rogues – 3:56
11. Paper Shoes – 4:17
12. Pendulous Threads – 5:35
13. Earth To Bella (Part 2) – 2:58